# Кейси Джонс (фильм)
«Кейси Джонс» (англ. Casey Jones) — американский короткометражный супергеройский фильм, снятый Поларисом Бэнксом. Фильм рассказывает об одном герое из «Черепашек-ниндзя» и является фанатской работой. Фильм вышел 18 сентября 2011 года.

## Сюжет
После неудачной тренировки, завершившейся дракой, игрока по имени Арнольд выгоняют из хоккейной команды. В обиде на всех он отправляется в дом, в котором родился и где живёт его мама. Вечером, пытаясь отмыть со стен странные символы с изображением «Пурпурного дракона», он подвергается нападению уличной банды, его сильно избивают. Разозлившись на всех, он начинает тренироваться, чтобы отомстить и навести порядок на улицах. И теперь он Кейси Джонс — защитник граждан в хоккейной маске.

## В ролях
| Актёр             | Роль                                               |
| ----------------- | -------------------------------------------------- |
| Марти Морено      | Кейси Джонс                                        |
| Робби Рист        | Микеланджело озвучка                               |
| Мойра Уилсон      | мама Кейси Джонса                                  |
| Брайан Виллалобос | Главарь Пурпурных Драконов/Рафаэль озвучка         |
| Поларис Бэнкс     | тренер Кейси Джонса                                |
| Саванна Уэлш      | Эйприл О’Нил в новостях шестого канала             |
| Крис Фрейзер      | Микеланджело/Крэнг озвучка                         |
| Хиларион Бэнкс    | Сид хоккеист в начале, ниндзя из клана Фут в конце |
| Майкл Шник        | Леонардо озвучка                                   |
| Лея Чопек         | прохожая спасённая Кейси Джонсом                   |

## Процесс создания
Изначально планировалось снять 5-минутный тизер, но позднее был снят 35-минутный фильм за $20 000, пожертвованных фанатами. Фильм снимали в Остине и Далласе вместо Нью-Йорка. Бэнкс снимал фильм в течение двух лет, пригласив своего брата на роль главного персонажа.

## Отзывы
MTV Geek заявил, что «вероятно, это самый популярный фильм о мстителе с хоккейной маской, который вы когда-либо найдете. Благодаря превосходному актерскому мастерству, кинематографии и режиссуре это больше, чем просто ещё один фан-фильм, что-то более похожее на TMNT от Мартина Скорсезе». Зрители оценили фильм смешанно.